# José Mata
José Mata Neves (Lisboa, 25 de fevereiro de 1986), mais conhecido como José Mata, é um ator português.

## Carreira
Estudou representação no Conservatório e é modelo da L'AGENCE.
Começou por interpretar a personagem “Nelson” na primeira temporada da série da TVI, Morangos com Açúcar, em 2004. 
Mais tarde foi "Ruca" na Fala-me de Amor da TVI.
Em 2007 interpretou "José Mendes" em Deixa-me Amar da TVI.
Em 2008 interpretou "Rodrigo Santos Oliveira" em Olhos nos Olhos, da TVI
Em 2013 interpretou "Tobias Junqueira" em Destinos Cruzados, da TVI.
Em 2014 interpretou o papel de “Mateus Correia Pelicano” na telenovela Mar Salgado da SIC. 
Em 2016 interpretou o vilão “Paulo Costa (Lobo)” na telenovela  Amor Maior na SIC. 
Em 2017 interpretou “Afonso Galvão” na telenovela  Paixão da SIC.. 
Entre 2019 e 2020 interpretou “Duarte Blanco” em Nazaré da SIC.
Entre 2021 e 2022 interpretou "Tomás Folgado" na telenovela A Serra da SIC.

## Televisão
| Ano         | Projeto                                 | Papel                           | Notas                                | Canal |
| ----------- | --------------------------------------- | ------------------------------- | ------------------------------------ | ----- |
| 2004        | Morangos com Açúcar - Férias de Verão 1 | Nelson                          | Elenco Principal                     | TVI   |
| 2005        | Uma Aventura                            | Rui                             | Elenco Adicional                     | SIC   |
| 2005        | Inspetor Max                            | Rui                             | Participação Especial                | TVI   |
| 2005        | O Clube das Chaves                      |                                 | Elenco Adicional                     | TVI   |
| 2006        | Fala-me de Amor                         | Rui Carlos Reis Parreira «Ruca» | Elenco Principal                     | TVI   |
| 2006        | Triângulo Jota                          | Gil                             | Elenco Adicional                     | RTP1  |
| 2007 - 2008 | Deixa-me Amar                           | José Mendes                     | Elenco Principal                     | TVI   |
| 2008 - 2009 | Olhos nos Olhos                         | Rodrigo Santos Oliveira         | Elenco Principal                     | TVI   |
| 2009        | Conexão                                 | Mané                            | Elenco Principal                     | RTP1  |
| 2010        | Cidade Despida                          | Salvador                        | Elenco Adicional                     | RTP1  |
| 2011        | Maternidade                             | Gustavo Pereira                 | Elenco Principal                     | RTP1  |
| 2011        | Conta-me como Foi                       |                                 | Elenco Adicional                     | RTP1  |
| 2011        | Redenção                                | Mateus                          | Elenco Principal                     | TVI   |
| 2012        | Jorge                                   | Jorge                           | Protagonista                         | TVI   |
| 2012        | Vestida Para Casar                      | Daniel                          | Protagonista                         | TVI   |
| 2013 - 2014 | Destinos Cruzados                       | Tobias Junqueira                | Elenco Principal                     | TVI   |
| 2013        | Depois do Adeus                         | Afonso Cunha Pereira            | Elenco Principal                     | RTP1  |
| 2014        | Bem-Vindos a Beirais                    | Rapaz Rastafari                 | Elenco Adicional                     | RTP1  |
| 2014        | Sol de Inverno                          | Bernardo                        | Elenco Adicional                     | SIC   |
| 2014 - 2015 | Mar Salgado                             | Mateus Correia Pelicano         | Elenco Principal                     | SIC   |
| 2015        | Une Femme Formidable                    | Ricardo                         | Participação Especial                | TF1   |
| 2016        | Aqui Tão Longe                          | João Simões                     | Elenco Principal                     | RTP1  |
| 2016 - 2017 | Amor Maior                              | Paulo Costa «Lobo»              | Antagonista                          | SIC   |
| 2017 - 2018 | Paixão                                  | Afonso Galvão                   | Elenco Principal                     | SIC   |
| 2019 - 2021 | Nazaré                                  | Duarte Tavares Blanco           | Protagonista                         | SIC   |
| 2021 - 2022 | A Serra                                 | Tomás Folgado                   | Protagonista                         | SIC   |
| 2021        | Até que a Vida Nos Separe               | Gonçalo (anos 20)               | Participação Especial                | RTP1  |
| 2022        | Da Mood                                 | Gonçalo Barreiros               | Protagonista                         | RTP1  |
| 2022        | Pôr do Sol                              | Daniel                          | Elenco Principal                     | RTP1  |
| 2022        | Lua de Mel                              | Duarte Tavares Blanco           | Ator Convidado de Nazaré             | SIC   |
| 2023        | Marco Paulo                             | Mário Martins                   | Elenco Principal                     | SIC   |
| 2023        | O Clube 4                               | Peter Felding                   | Elenco Principal (OPTO)              | SIC   |
| 2023 - 2024 | Papel Principal                         | Paulo Peixoto                   | Antagonista                          | SIC   |
| 2023        | Capitães do Açúcar                      | Jorge                           | Participação especial em 4 episódios | RTP1  |
| 2023        | Codex 632                               | Marlon                          | Elenco Principal                     | RTP1  |
| 2024        | O Clube 5                               | Peter Felding                   | Elenco Principal (OPTO)              | SIC   |
| 2025        | A Herança                               | Gonçalo Pereira                 | Protagonista                         | SIC   |

## Cinema
| Ano  | Título                             | Personagem     |
| ---- | ---------------------------------- | -------------- |
| 2007 | Draft (curta-metragem)             |                |
| 2007 | Ratos (curta-metragem)             |                |
| 2013 | Remissão Completa (curta-metragem) |                |
| 2014 | Contactos 2.0 (curta-metragem)     |                |
| 2015 | Amor Impossível                    | Tiago          |
| 2016 | Luto Branco (curta-metragem)       | Carteiro       |
| 2017 | Uma Vida à Espera                  |                |
| 2018 | Linhas de Sangue                   | Paulo          |
| 2020 | Bem Bom                            | Jorge Hipólito |

## Videojogos
| Ano  | Título                | Papel  | Notas                                |
| ---- | --------------------- | ------ | ------------------------------------ |
| 2018 | Detroit: Become Human | Connor | Dobragem (voz) da versão portuguesa. |

## Prémios
Troféus de Televisão TV 7 Dias/Impala
| Ano  | Prémio                       | Resultado |
| ---- | ---------------------------- | --------- |
| 2021 | Telenovelas - Ator Principal | Indicado  |